# هجوم غرب الأنبار (أيلول 2017)
كان هجوم غرب الأنبار (أيلول 2017) عملية عسكرية قام بها الجيش العراقي ضد تنظيم الدولة الإسلامية في العراق والشام، في المناطق الغربية من محافظة الأنبار وعلى الحدود مع سوريا.
وتزامن الهجوم مع هجوم آخر تشنه الحكومة العراقية، وهجوم الحويجة (2017)، وكذلك حملة الرقة التي تشنها قوات سوريا الديمقراطية ضد عاصمة الدولة الإسلامية بحكم الأمر الواقع في وقتها ومعقلها في سوريا، وحملة سوريا الوسطى (2017)، وهجوم الميادين 2017.

## معلومات أساسية
تعرف القائم بأنها مرتع للتمرد الجهادي، بعد غزو العراق عام 2003، حيث تقوم قوات التحالف بعمليات متكررة ضد جهاديي القاعدة. وبدأت الحدود الاستراتيجية والمليئة بالثغرات في طريقها لتصبح طريقا للمقاتلين الأجانب الذين يدخلون العراق من سوريا، التي تتهمها الحكومة العراقية بتجاهله.
وقد استولت الدولة الإسلامية في العراق والشام على بلدات الأنبار الغربية في عام 2014. وقبل هجوم عام 2017، طردت القوات العراقية الجماعة من مدن رئيسية في الأنبار، بما في ذلك الرمادي والفلوجة، ولكن المناطق القريبة من الحدود مع سوريا، بما فيها عنه، وراوة، والقائم، والمناطق الريفية الشاسعة في جميع أنحاء المقاطعة ظلت تحت سيطرة المتشددين. أطلقت عملية عراقية باتجاه غرب الأنبار في يناير 2017، ولكنها علقت بعد استعادة بلدات الصكرة والزاوية بسبب الأعمال التحضيرية لإعادة الاستيلاء على الضفة الغربية للموصل.
وكانت العملية على وادي الفرات هي الأولى منذ استعادة تلعفر في أغسطس 2017. ووفقا للجيش العراقي، فإنه يهدف إلى استعادة السيطرة على البلدات التي يسيطر عليها المتشددون القائم وراوة وعنه التي شكلت واحدا من آخر الجيوب التي لا يزال تنظيم الدولة الإسلامية في العراق والشام يسيطر عليها في العراق. في الفترة من 11 سبتمبر إلى 16 سبتمبر، شنت الطائرات العراقية غارات جوية على المنطقة، مما أسفر عن مقتل 306 من المقاتلين، وفقا لما ذكره الجيش العراقي. في مساء 15 سبتمبر، ألقت الطائرات الحربية العراقية منشورات على بلدات عكاشات وعنه وراوة والقائم، تحث المدنيين على الاحتماء وتدعو إلى استسلام المقاتلين.

## الهجوم

### عكاشات
في 16 سبتمبر، بدأت القوات العراقية الهجوم، بدعم من التحالف الجوي الذي تقوده الولايات المتحدة، لطرد داعش من الحدود مع سوريا إلى جنوب الفرات، بهدف إحكام قبضته أيضا على حدوده مع سوريا. ووفقا للبيانات العسكرية، فإن الهجوم على منطقة عكاشات الذي يحتوي على احتياطيات من الغاز الطبيعي يهدف أيضا إلى تمهيد الطريق للاستيلاء على البلدات التي يسيطر عليها التنظيم على طول وادي الفرات. في وقت لاحق من اليوم، أعلن الجيش العراقي أنه قد استولى على عكاشات. وقال الفريق الركن عبد الأمير يار الله من قيادة العمليات المشتركة العراقية ان الحشد الشعبي وحرس الحدود العراقي قد أعاوا أيضا فتح طريق استراتيجي مجاور بالإضافة إلى السيطرة على البلدة. وفي بيان منفصل، أضاف الحشد الشعبي أن القوات استولت على المنطقة بعد أن دمرت الخطوط الدفاعية للمتشددين، واستخدمت كممر للتحرك بين سوريا والعراق، مما أسفر عن مقتل وإصابة العديد منهم.

### عنه
في 19 سبتمبر شنت القوات العراقية مدعومة بضربات جوية اميركية هجوما على المسلحين في غربي الأنبار. وذكر الجيش العراقي ان قوة مكونة من وحدات من الجيش والشرطة والمقاتلين القبليين شنت الهجوم عند الفجر بالقرب من بلدة عنه. في اليوم نفسه، استولت القوات العراقية على قرية الريحانة في المنطقة. وقال عقيد عراقي لوكالة فرانس برس ان القوات هاجمتها من ثلاثة اتجاهات وان سبعة مسلحين قتلوا فيما تراجع الباقون إلى عنه. يار الله من قيادة العمليات المشتركة أعلن في 21 أيلول / سبتمبر أن القوات العراقية قد استولت تماما على عنه. قال مصدر أمني في اليوم نفسه لوكالة الأنباء الجزائرية إن مصطفى أنور نايف، القائد الميداني لتنظيم الدولة الإسلامية في العراق والشام، قتل في حي الشيشان بالبلدة.

## أعقاب
في 27 سبتمبر، هاجم تنظيم الدولة الإسلامية في العراق والشام المناطق القريبة من الرمادي وسيطر عليها لفترة وجيزة وفقا لمصادر أمنية. ومن المحتمل ان تعمل العملية على تحويل مسارها ضد هجمات العراق لطرد الجماعة من معاقلها الأخيرة. وقال قائد شرطة المقاطعة اللواء هادي رزيج كسار ان قوات الأمن والقبائل استعادت مناطق الطاش ومجر والـ7 كيلو وان جميع المسلحين قتلوا. ومن ناحية أخرى، قال الجنرال ان 20 مسلحا قتلوا. وقال مصدر عسكري في مستشفى الرمادي إن اثنين من أفراد الأمن قتلا وأصيب 18 مدنيا. ذكر بريت ماكغورك في 12 أكتوبر أن القوات العراقية بدأت تتحول بشكل جماعي من كركوك إلى الأنبار، وأنها كانت متجهة إلى هناك لإخراج تنظيم الدولة الإسلامية في العراق والشام من المنطقة الحدودية مع سوريا. أعلن الجيش في 25 أكتوبر أنه كان على وشك شن هجوم لاستعادة السيطرة على الأراضي الأخيرة الخاضعة لسيطرة تنظيم الدولة الإسلامية في العراق والشام، حيث قامت القوات الجوية العراقية بإلقاء منشورات في راوة والقائم. في 26 أكتوبر، أعلن رئيس الوزراء العراقي عن هجوم لاستعادة منطقة القائم الحدودية الغربية وراوة.